# Œuf frit
Un œuf frit est un œuf, généralement de poule, cuit dans une quantité de corps gras suffisante pour obtenir une friture, sa température de cuisson est élevée, jusqu'à  160 °C 320 °F. Une gradation de la température de cuisson engendre différentes variantes d'œufs frits dont l'œuf frit à l'espagnole. On parle aussi d'œuf frit à propos d'œuf mollet écalés, panés puis frits.
Ils sont généralement utilisés en garnitures.

## Dénomination
Frit est d'origine latine; ova frigere frire un œuf, frixum ovum œuf frit. L'usage du terme dans les sources numérisées est ancien: XVIe siècle, antérieur à celui d'œuf sur la plat et largement dominant jusqu'à 1850 où œuf sur le plat devient le plus fréquent. Velázquez en 1618 peint une femme faisant frire des œufs dans un plat en terre avec une bonne hauteur d'huile.

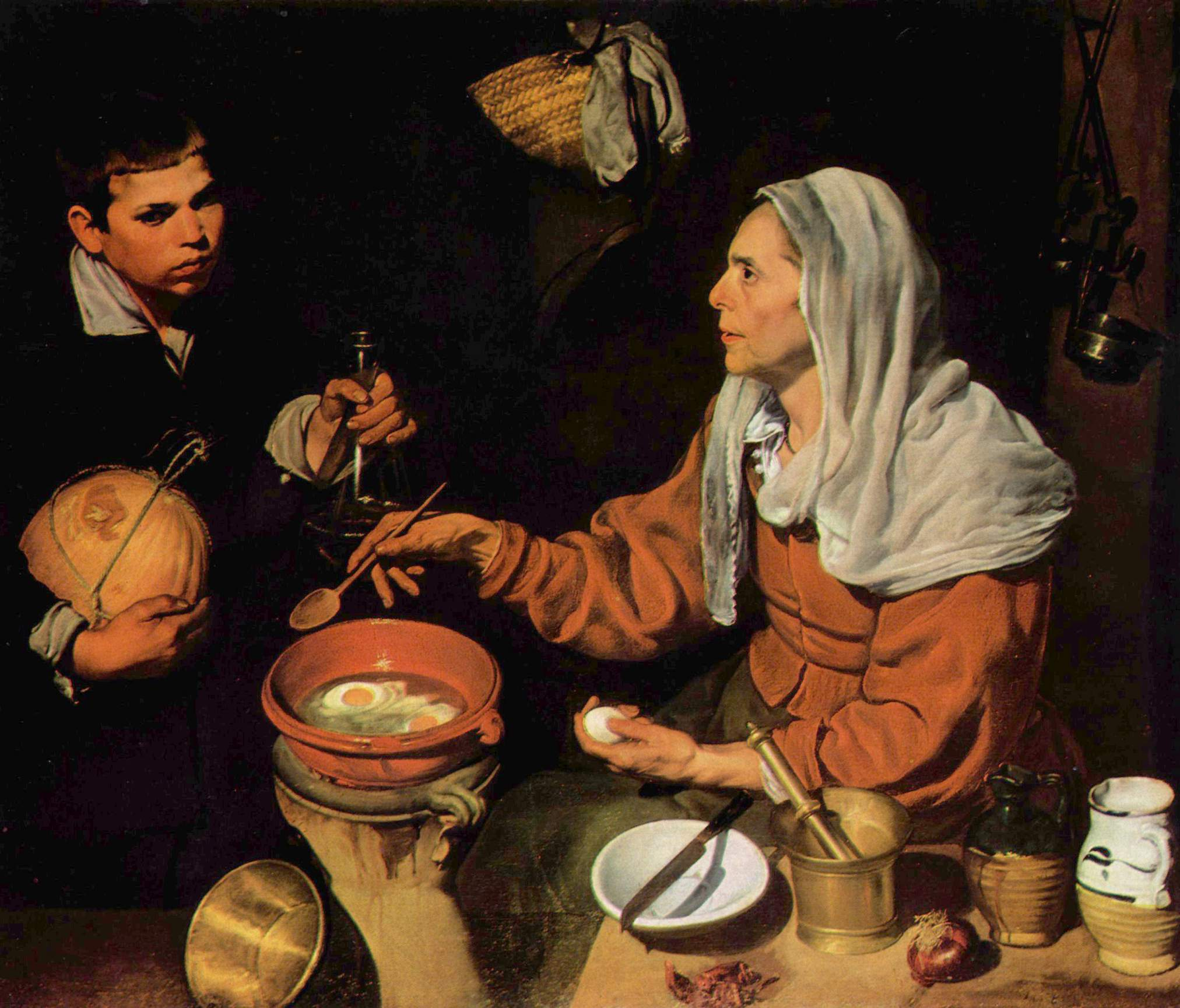
Femme qui fait frire des œufs, Velázquez (1618)

Escoffier écrit (1934): «En Amérique comme en Angleterre, l'œuf frit à la Française est peu connu. Ce qu'ils appellent œufs frits sont simplement des œufs à la poêle», «dans ce pays, l'œuf frit, proprement dit, est pour ainsi dire inconnu»,. Cette méconnaissance est source de confusion: L'assimilation de l'œuf frit avec le fried egg anglophone (œuf à la poêle cuit très chaud souvent retourné) néglige les différentes méthodes de cuissons existantes (En allemand Spiegelei, œufs à la poêle - cuit vivement dans une poêle, œufs frits - cuits vivement plongés dans un corps gras très chaud) et les différentes cultures culinaires (huevo frito: œufs frit en espagnol, ovo frito en portugais, etc.). Le chinois distingue précisément l'œuf frit au sens propre 荷包蛋 (hébāo dàn) dans 1 cm d'huile et au wok , 太陽蛋 (tàiyáng dàn) œuf en soleil qui est un œuf au plat et 煎蛋 (jiān dàn) œuf à la poêle.
Las huevas fritas des hispanisants sont des œufs de poisson frits. Joseph Favre dans son Dictionnaire universel de cuisine parle des œufs frits comme d'un groupe de préparations.

## Préparation
Escoffier a décrit la préparation des œufs frit au sens du français (1912): «Chauffer 1 décilitre d'huile d'huile dans une petite poêle jusqu'à ce qu'elle fume légèrement; faire glisser dedans l'œuf cassé sur une assiette et assaisonné; puis, avec une cuiller de bois, ramener immédiatement sur le jaune, de façon à l'enfermer complètement, les parties de blanc solidifiées par le brusque contact de l'huile brûlante. Egoutter sur un linge, et continuer l'opération jusqu'à obtention du nombre voulu d'œufs»,.
Vu la rapidité de l'opération (une demi minute): «on ne doit en faire frire qu'un à la fois» et «Les œufs frits doivent se servir aussitôt après la cuisson, tandis que les œufs pochés ou durs peuvent être préparés à l'avance et conservés dans un récipient d’eau froide jusqu’à leur utilisation». Les œufs frits sont salés après la cuisson.

### La friture
«Tout corps gras bien purifié peut servir pour ces œufs, mais l'huile est le produit le plus ordinairement employé, et qui convient d'ailleurs le mieux»,. On emploie, beurre, graisses animales, huiles végétales,. Le corps gras est chauffé soit dans une poêle, soit dans un wok, soit dans une bassine à friture. La friture dans la poêle peut se faire au beurre, de la graisse d'oie ou de canard ou au saindoux, la grande friture où l'œuf est totalement immergé se fait à l'huile (arachide, soja, tournesol, olive) dans environ 4 cm de corps gras liquide,. Alexandre Dumas n'aime pas frire à l'huile qui dit-il a toujours un gout désagréable. Les œufs frits à l'espagnole se font dans l'huile d'olive, le Cordon Bleu espagnol déconseille de frire dans du beurre.

Le cuisson du blanc d'œuf coagule les protéines, en cela elle facilite sa digestibilité qui passe de 50 % cru à 92 % cuit. En revanche, le jaune est beaucoup plus digeste cru ou peu cuit. C'est pourquoi on ramène le blanc sur le jaune pour éviter qu'il ne cuise. Le blanc d'œuf absorbe peu d'huile, il se colore d'une couleur dorée et devient croquant. La température de cuisson ne doit pas dépasser 170 °C, les amateurs commencent la cuisson à température élevée et la terminent à 140 °C.

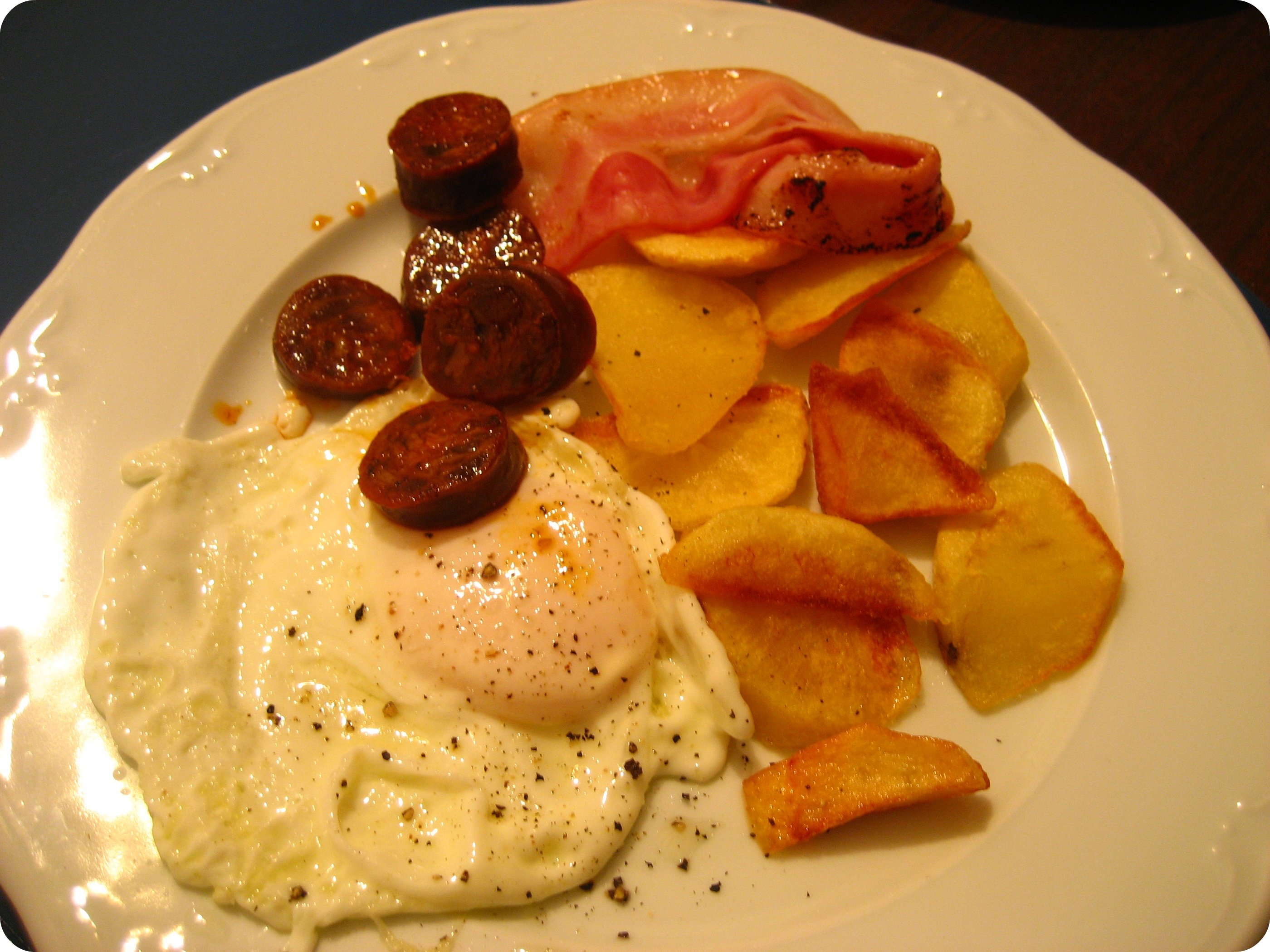
œuf frit à l'espagnole, avec chorizo et pommes de terre.

### Les œufs frits à l'espagnole
Les huevos fritos con aceite utilisent la technique française. Ces œufs frits sont intermédiaires entre des œufs à la poêle (peu de corps gras) et des œufs en grande friture, la quantité d'huile est d'un doigt de hauteur (environ 1,5 cm), si la quantité d'huile est insuffisante l'œuf est grillé et non frit. La Vanguardia conseille pour réussir les œufs frits de choisir des matières premières de très bonne qualité: utiliser de l'huile d'olive vierge propre, sans cuisson préalable. Pendant la cuisson l'œuf est arrosée de l'huile chaude avec une cuillère.

### Les œufs frits à la chinoise

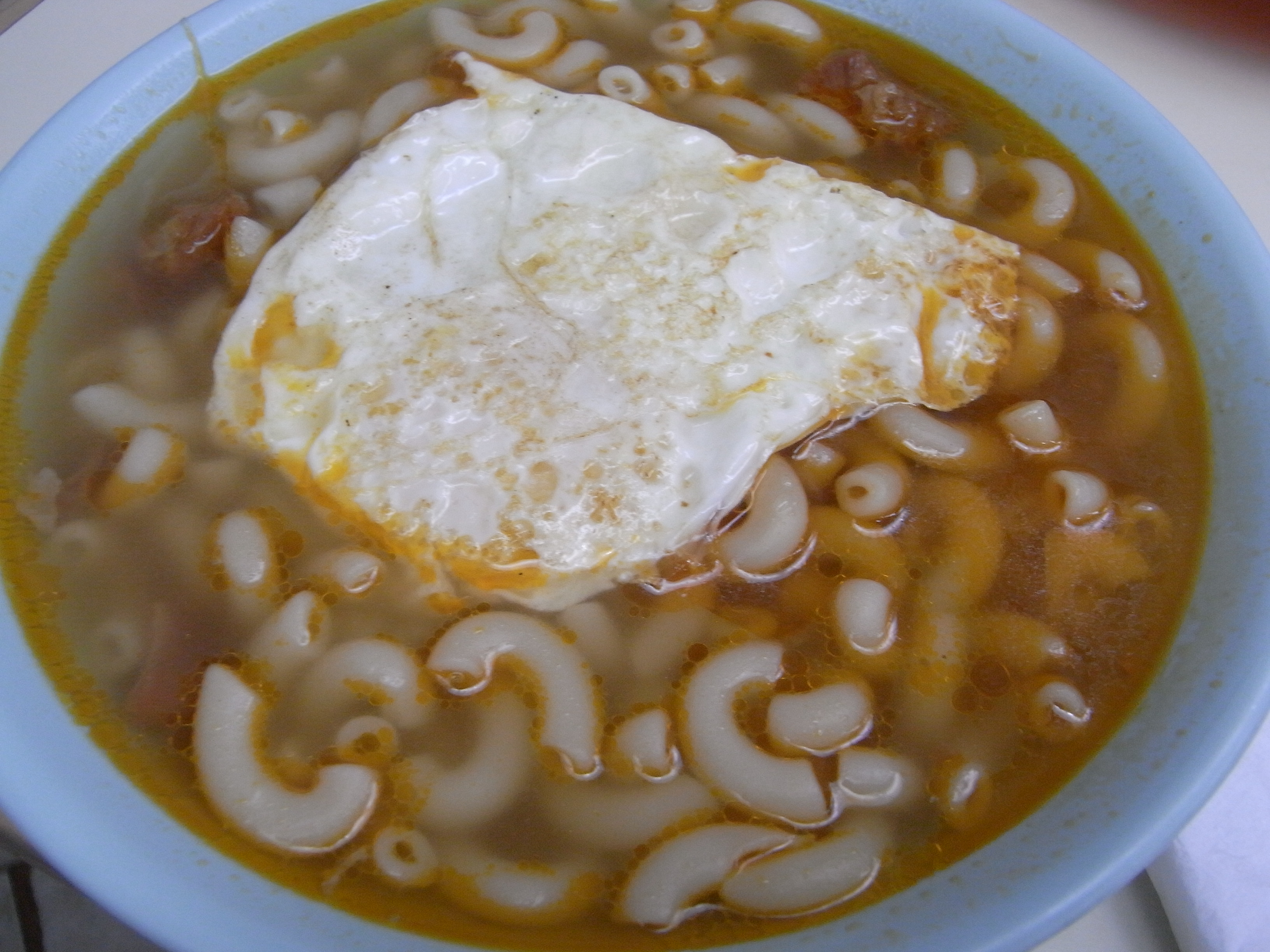
Hong Kong: œufs frits aux macaronis

Ils font frits dans un wok et pliés en deux pendant la cuisson, ils ont alors la forme d'un demi cercle, d'où ses noms de 反蛋 (fǎn dàn) anti-œuf, œuf plié et jadis de sac à main 手提包 (shǒutí bāo) à cause de sa forme. Une légende veut qu'un homme qui cuisinait pour l'empereur avait inventé pour le surprendre de faire ressembler un œuf cuit à une fleur de lotus dont la partie jaune trouée est cachée par la partie blanche[réf. souhaitée]. La graisse de porc est un corps gras apprécié pour son gout. En général, on pose les œufs frits sur du riz et ils sont aromatisés à la sauce d'huitres, de sauce soja ou un mélange sauce soja non sucrée et vin de riz,. On les consomme pour les anniversaires.

### Déclinaisons
En cuisine classique les œufs frits sont servis: à la poivrade, à la purée de tomate, à la sauce soubise, tomate, curry, bordelaise, béarnaise, au jus, sauce piquante, Cavour (rizotto, tomate, jus de veau), à la Serbe (riz pilaf, aubergines sautées, jambon grillé, sauce paprika), Benoiton (sur gratin de morue et pommes de terre), Bergère (hachis d'agneau et mousserons), Moissonneuse (lard, pois, laitues), Antiboise (courgettes, tomates).
«Les épinards, le riz apprêté de différentes façons, accompagnent très bien les œufs frits».

## Les œufs frits dans une farce ou en croute
Le Strait Times de Singapour (2019) donne pour origine de cette famille d'œufs frits les Nargisi kofta de la cuisine indo-persane médiévale de l'Empire moghol. Ce sont des œufs durs enrobés d'une farce de viande de mouton qui ne sont pas frits mais braisés dans une sauce au yaourt épicée de curry. Hypothèse non démontrée: Les britanniques auraient pris modèle de cette préparation en Inde pour en faire des œufs à l'écossaise frits.
L'œuf à l'écossaise est une recette du XIXe siècle (œuf enduit d'une farce volaille et anchois, pané et frit, servi sur un jus de viande - 1884) devenue populaire à la fin du XXe siècle, elle apparait visiblement dans la littérature numérisée en 1960, . Il est douteux qu'une présence anglaise en 1916 aux Pays-Bas soit à l'origine de l'Eierbal créé en 1950 dans ce pays.

### La boule d'œuf
La boule d'œuf, Eierbal, a été inventée aux Pays-Bas, une querelle oppose Groningue en 1951 ou l'Automatiek Piccadilly à Venlo dans le Limbourg le 6 aout 1959 comme lieux et dates d'origine. Il appartient au patrimoine culturel immatériel de Groningue depuis 2017,. Il s'agit d'un œuf mollet ou dur enrobé de pâte ou de purée de pomme de terre diversement condimentées notamment au curry, ensuite pané. Le tout est frit. Il existe une version Gehaktbal kiekeboe cuite au four,. Dans le sud des Pays-Bas l'œuf est coupé en morceaux dans la pâte ou la purée, il est nommé Frietei œuf frit.
En 2018, une variante néozélandaise de Frietei au kiwi est signalée dans la région de Waikato. En 2019, un club de cuisiniers de Venlo a frit un œuf d'autruche à l'occasion des 60 ans du Frietei établissant un record du monde avec un œuf frit d'une circonférence de 47 cm.

### L'œuf à l'écossaise

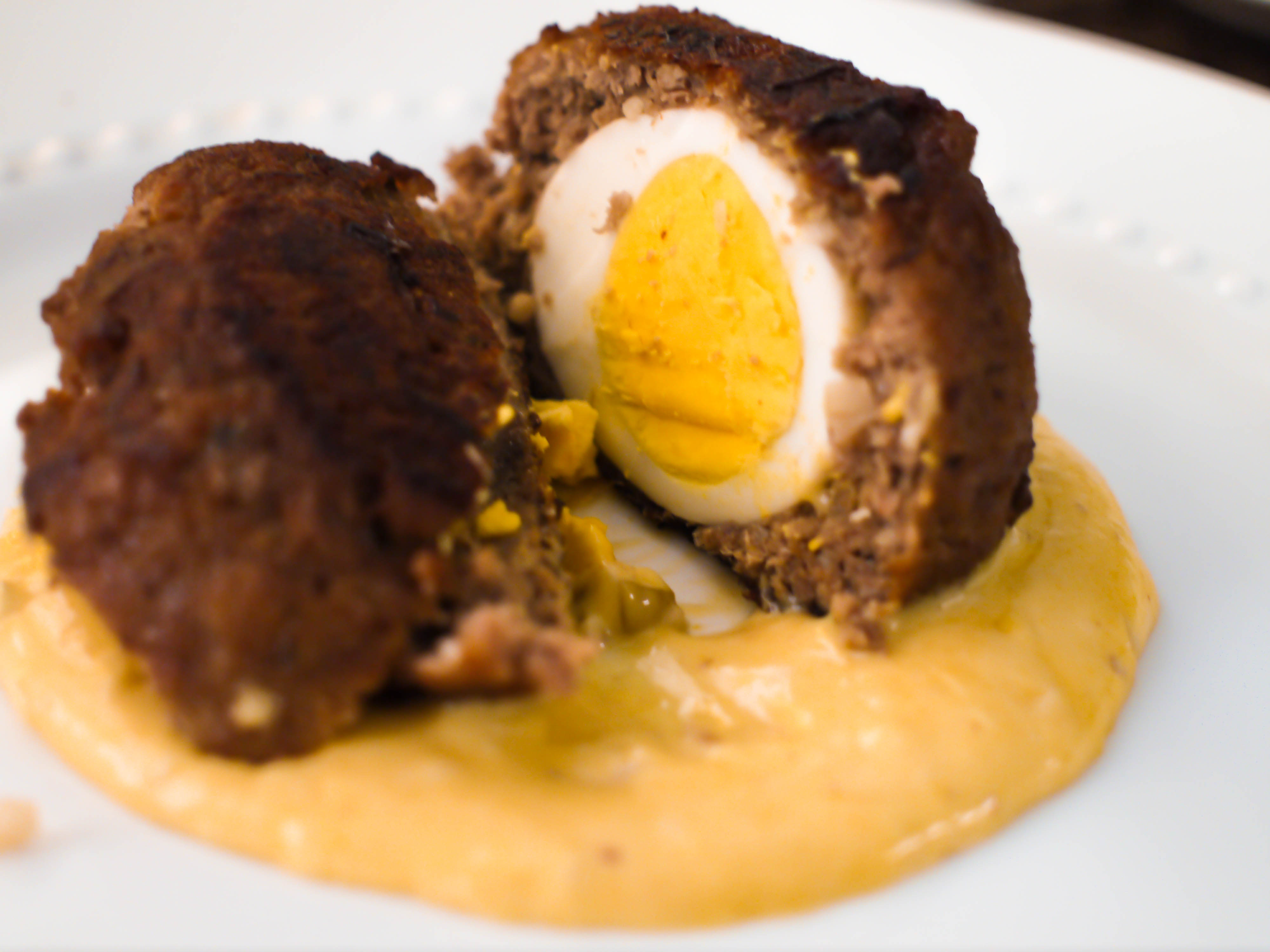
Scotch egg (chair à saucisse garnie d'un œuf dur, panée et frite) avec une sauce à la moutarde (UK)

Au Royaume-Uni une boule de chair à saucisse et d'œuf cru autour d'un œuf mollet ou dur, pannée et frite est un mets courant sous le nom de scotch egg, œuf à l'écossaise. Des légendes courent sur son origine: le magasin d'alimentation londonien Fortnum & Mason en serait l'inventeur, selon d'autres sources il daterait du XIXe siècle sous forme d'œufs dans une farce de poisson, frits et servis dans le restaurant d'un certain William J. Scott. Ethnozootechnie (1998) le donne pour une spécialité culinaire écossaise.
L'œuf à l'écossaise est consommé chaud ou froid, il existe une controverse pour savoir s'il est une entrée ou un plat, définition qui conditionne l'autorisation de vendre de l'alcool en accompagnement selon les règlements locaux. Ses déclinaisons ressentes sont le Manchester egg est enrobé d'une farce de porc et de boudin noir du Lancashire, le Worcester egg demande un œuf dur mariné dans la sauce Worcestershire. La tarte aux œufs à l'écossaise scotch egg pie est un classique des pique-niques. Autre version mettant en valeur sa légèreté: le gâteau de scotch egg en croute de pâte feuilletée. On les sert avec du haddock, des asperges et de la mayonnaise au cresson, ou avec du saumon fumé dans la farce,. Il en existe des versions sophistiquées (chips au vinaigre dans la panure), relevées à la viande d'agneau aux épices du Bengale.
D'après Business Insider le scotch egg fait partie des 25 plats britanniques que les étrangers trouvent dégoûtants. Selon une enquête de YouGov (2019) ils font aussi partie des plats locaux les moins appréciés par les britanniques eux-mêmes avec du bœuf Wellington, la fondue au fromage de Lancashire, des tourtes au porc et des tourtes au steak et aux rognons. De vives réactions à ces sondages sur les réseaux sociaux ont montré qu'ils sont en bas du classement mais pas les pires. 22% de britanniques n'y ont jamais gouté.

La sauce aux œufs egg sauce est une béchamel aux œufs durs dont une variante (blancs d'œuf dur cuits à part) est nommée sauce aux œufs à l'écossaise. Ces sauces sont servies sur de la morue et n'ont rien à voir avec l'œuf à l'écossaise. 

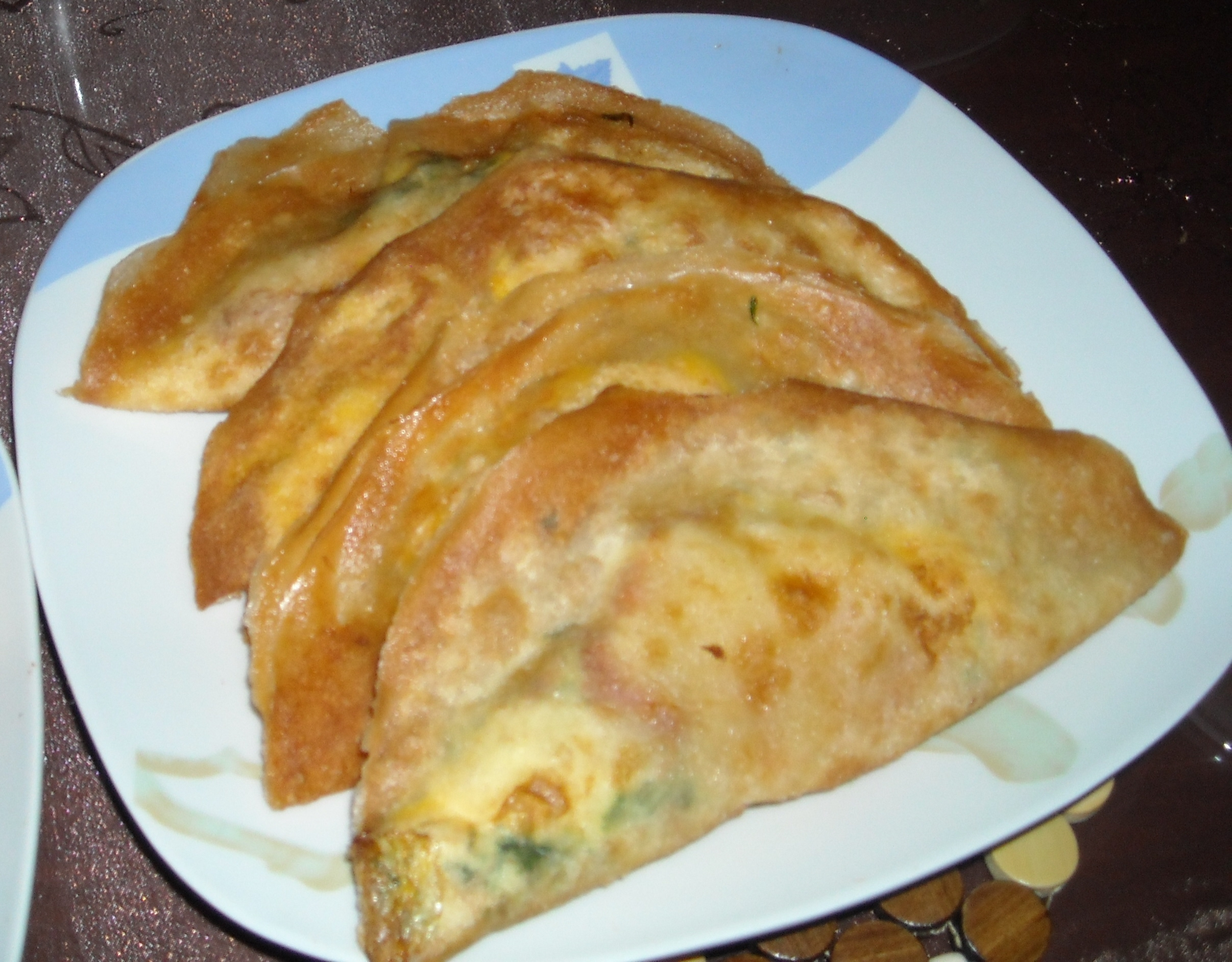
Brick à l'œuf

## Variantes et utilisation en garniture
Le brik (ou brick) à l'œuf du Maghreb est décrit comme un œuf frit dans une feuille de pâte avec condiments et hachis d'herbe par l'article Berik, pl. beraïk de Clodion Bauquier (1935), le brick à l'œuf cru serait une version simplifiée d'après Marin Wagda (2004).

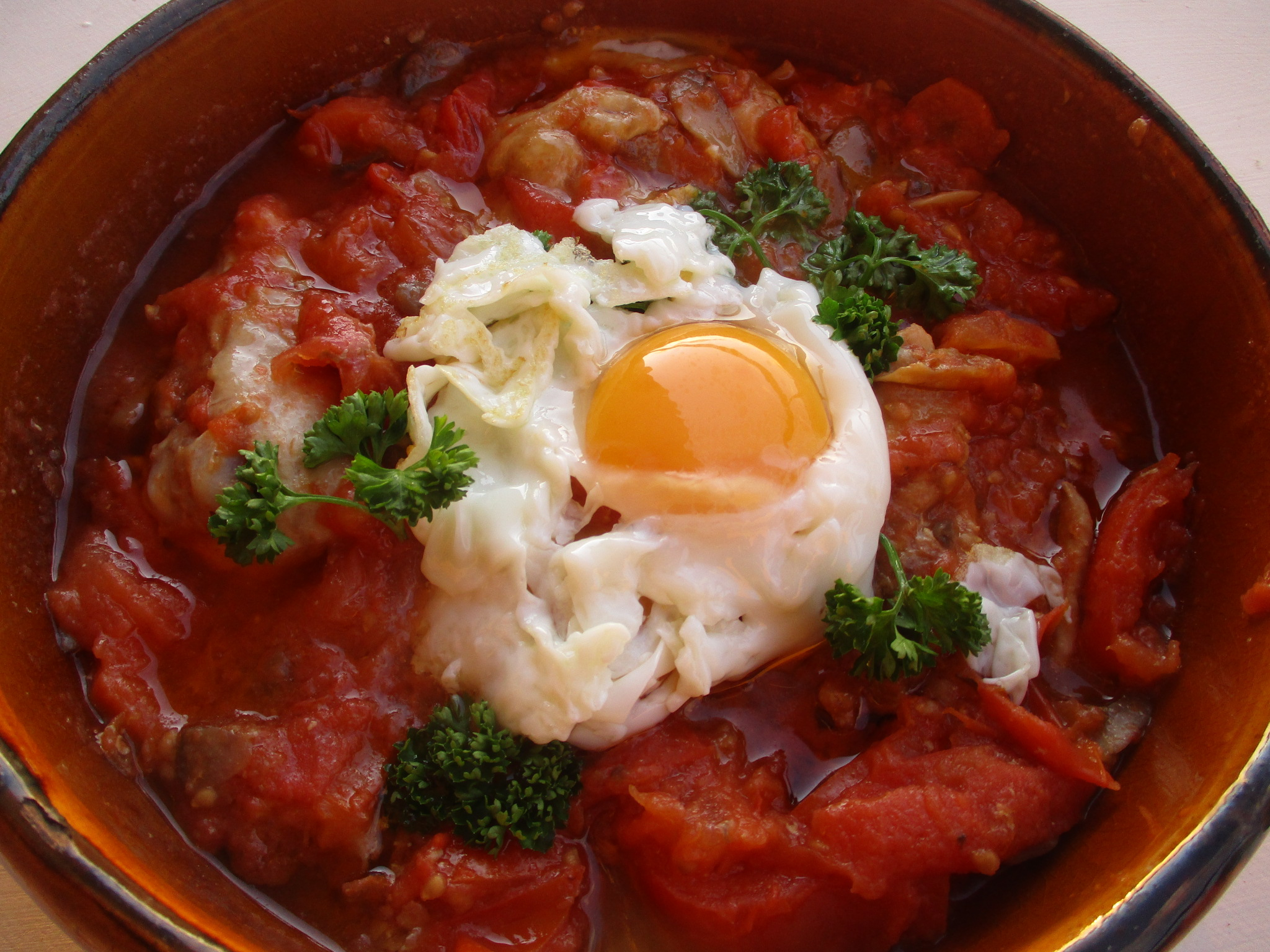
poulet à la Bonaparte, Marengo garni d'un œuf frit

L'œuf mollet pané frit est une garniture de la meurette d'escargots. Gilles Charles rappelle que les œufs frits ne doivent pas être nappés. Dans la cuisine classique les œufs frits garnissent avec les croutons des poulets sautés,, comme le poulet Marengo qui devient avec un œuf frit le poulet à la Bonaparte. Le soir de la bataille de Marengo, Dunant cuisinier de l'empereur aurait improvisé avec ce qu'il avait trouvé dans une cour de ferme un poulet à l'huile, aux tomates et oignons, garnis d'œufs frits et d'écrevisses.
Les œufs frit sur du riz comprennent de nombreuses déclinaisons crées par Auguste Escoffier, parmi lesquelles: les œufs Henriette (sauce tyrolienne), œufs à l’Italienne (sauce tomate au safran. riz pilaw aux courgettes), œufs Lætitia (sauce tomate provençale. Riz pilaw aux morilles), œufs Monte-Carlo (sauce toulonnaise. Riz aux cigales de mer), œufs Persane (sauce au curry, riz pilaw aux courgettes et aubergines), œufs Rosita (sauce tomate, riz à la milanaise), etc.

## Anthologie
- Marcel Fosseyeux (compte rendu de) Germaine Lebel. Histoire administrative, économique et financière de l'abbaye de Saint-Denis étudiée spécialement dans la province ecclésiastique de Sens, de 1151 à 1346. Revue d'histoire de l'Église de France. Année 1937. p. 65–67[68]

« Elle [Germaine Lebel] y ajoute des renseignements sur l'alimentation des moines : celle-ci se composait surtout, à l'exclusion de la viande, de potage, de porrée et de generet, plat de résistance consistant en six œufs frits ou pochés. Les rations étaient abondantes, et accompagnées de vin : dans tous les monastères du Moyen Age, l'appétit était excellent. »